# Schäferhorst

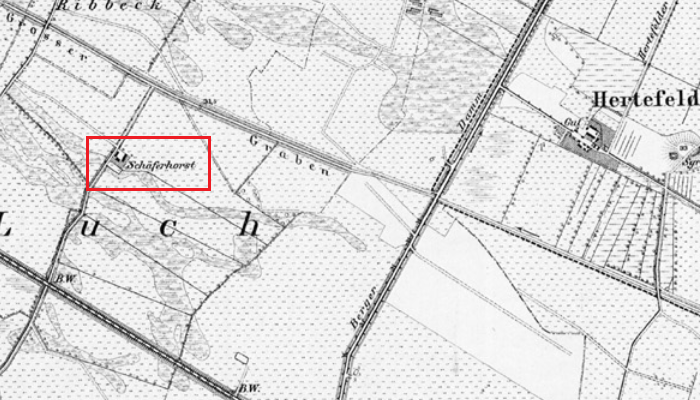
Vorwerk Schäferhorst (rot hervorgehoben) – Messtischblatt von 1906

Schäferhorst ist ein wüst gefallenes Vorwerk des ehemaligen Ritterguts Groß Behnitz, das im heutigen Ortsteil Bergerdamm der Stadt Nauen im brandenburgischen Landkreis Havelland liegt.

## Lage
Das Gebiet, wo sich Schäferhorst befand, liegt im heutigen Ortsteil Bergerdamm an der Grenze zum Ortsteil Ribbeck, in der Feldmark zwischen dem Großen Havelländischen Hauptkanal und der Bahnstrecke Berlin–Hamburg, die dort nahezu parallel verlaufen (Position: 52° 39′ 37,4″ N, 12° 46′ 41,9″ O). Der Kanal liegt dabei rund 500 Meter nördlich, die Bahnstrecke rund 800 Meter südlich. Die nächsten bewohnten Orte sind der Wohnplatz Bergerdamm-Lager, der sich rund zwei Kilometer nordöstlich jenseits des Kanals befindet, Bergerdamm-Hanffabrik und Hertefeld rund zwei Kilometer in östlicher Richtung sowie Bienenfarm rund drei Kilometer in westlicher Richtung.

## Geschichte
Schäferhorst wurde als Vorwerk bzw. Meierhof des Ritterguts Groß Behnitz vermutlich vor 1800 angelegt, ist aber im Schmettauschen Kartenwerk, welches von 1767 bis 1787 erstellt wurde, noch nicht verzeichnet. Zu dieser Zeit war das Gut im Besitz der Familie Itzenplitz. Im Jahr 1861 waren acht Einwohner verzeichnet, es bestanden ein Wohngebäude sowie drei Wirtschaftsgebäude. Von 1866 bis zum Ende des Zweiten Weltkriegs waren Gut und Vorwerk im Besitz der Unternehmerfamilie Borsig. Danach wurde Schäferhorst ein Wohnplatz der Gemeinde Ribbeck und bestand noch bis mindestens 1957.
Die Gebäude des ehemaligen Vorwerks sind heute abgebrochen. Wann genau die Ansiedlung wüst gefallen ist, ist nicht bekannt.

## Belege
1. ↑  Preuß. Landesaufnahme (Hrsg.): Messtischblatt Nr. 3342. Preußische Neuaufnahme. Berlin (Online  bei GeoGREIF).
2. ↑  Richard Boeckh: Ortschafts-Statistik des Regierungs-Bezirks Potsdam mit der Stadt Berlin, 1861, S. 192
3. ↑  Lieselott Enders: Historisches Ortslexikon für Brandenburg, Teil III, Havelland, ISBN 9783883723037, S. 339

Koordinaten: 52° 39′ 37,4″ N, 12° 46′ 41,9″ O